# Holocarboxilasa sintetasa
La HLCS (holocarboxilasa sintetasa (biotin-(proprionil-Coenzima A-carboxylasa (ATP-hidrolizante)) ligasa)) es un gen humano que contiene instrucciones para la síntesis de la enzima llamada holocarboxilasa sintetasa (número EC: 6.3.4.10). Este enzima es importante para el uso efecivo de la biotina, un tipo de vitamina B encontrada en alimentos como el hígado, la yema de huevo, y la leche. En muchos tejidos del cuerpo, la holocarboxilasa sintetasa activa otros enzimas específicos (llamadas carboxilasas biotín-dependientes), mediante la unión de biotina con estos enzimas. Estas carboxilasas están involucradas en muchas funciones celulares críticas, incluyendo la producción y catabolismo de proteínas, grasas, y carbohidratos.
La holocarboxilasa sintetasa puede desempeñar asimismo un papel en la regulación de la actividad de ciertos genes. En el núcleo, el enzima une probablemente moléculas de biotina a histonas, que son proteínas estructurales que se unen al ADN y dan forma a los cromosomas. El cambio en la forma de las histonas puede ayudar a determinar si ciertos genes permanecen activos o pasivos, sin embargo, no se conoce el efecto de biotina sobre la regulación de los genes.
El gen HLCS se encuentra localizado en el brazo largo (q) del cromosoma 21 en humanos, en posición 22.1, desde los pares de bases 37.045.059 hasta 37.284.372.

## Mutaciones
Véase: Deficiencia de holocarboxilasa sintetasa.
- Datos: Q9004493